# Onryō

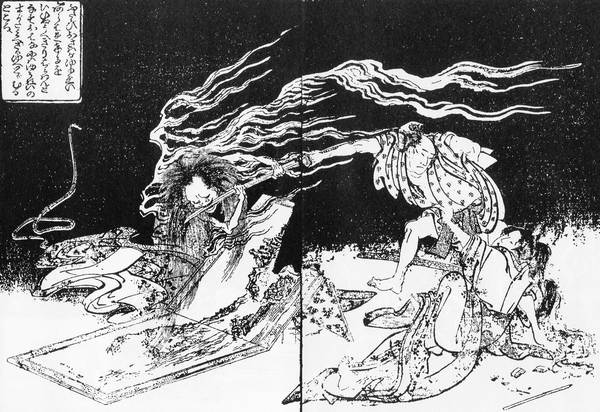
Buchillustration von Katsushika Hokusai, Erscheinung eines Onryō (links), 1808

Der Onryō (jap. 怨霊, zu dt. „rachsüchtiger Geist“, „zorniger Geist“, „verbitterte Seele“) ist ein fiktives Geisterwesen der japanischen Mythologie. Er zählt zur Gruppe der Yūrei und gilt als bösartig.

## Beschreibung
Onryō werden als die Seelen Verstorbener beschrieben, die einen besonders langsamen und qualvollen, oft durch Mord oder Krankheit herbeigeführten Tod starben. Das Gefühl der Ungerechtigkeit und der daraus resultierende Drang nach Rache ist im Augenblick des Todes so stark, dass der Geist in dieser Spirale des Zorns und der Ruhelosigkeit gefangen ist und nicht ins Jenseits übergehen kann (oder will). Der Onryō ist für gewöhnlich gestaltlos, kann aber das Aussehen des Verstorbenen, aus dem er entwich, annehmen und sogar handgreiflich werden. Er kann aber auch den eigenen, ehemaligen Körper wie eine Marionette steuern. Manche Onryō sind so stark, dass sie von anderen, noch lebenden Personen Besitz ergreifen können und diese dann meist in den Selbstmord treiben. Auch typisch für die Anwesenheit eines Onryō können verschiedene Poltergeistaktivitäten, wie zerspringendes Glas und umherfliegende Möbel sein. Durch eine aufwändige Zeremonie namens Chinkon-sai (鎮魂祭, zu dt. „Totenmesse“) sowie durch Errichtung eines Schreins soll es möglich sein, einen rachsüchtigen Geist zu läutern und zu besänftigen. Er verwandelt sich dann in einen sogenannten Goryō (御霊, zu dt. „Erlauchter Totengeist“), der nun eine abgestufte Form des Onryō darstellt und nach seiner Läuterung in die Gruppe der Kami erhoben wird.

## Tradition
Der Glaube an die Existenz von Onryō entspringt dem traditionellen Shintoismus und kann bis in die Heian-Zeit (794–1185) zurückverfolgt werden. Heute glauben besonders Jugendliche an Onryō und deren gefährliche Kräfte.
Zu den bekanntesten Überlieferungen eines Onryō gehört jene des Schreins Kitano Tenman-gū des Hofadligen Sugawara no Michizane (845–903) in Heian-kyō (Kyōto). Michizane, auch unter dem Beinamen Tenjin (天神) bekannt, soll durch eine Intrige vom Kaiserhof verbannt worden sein. Noch bevor das Fehlurteil gegen ihn wieder aufgehoben werden konnte, verstarb Michizane. Bald darauf soll Michizane als Onryō in Gestalt eines gehörnten Donnergottes zurückgekehrt sein und den Hofstaat mit Naturkatastrophen und ungewöhnlichen Toden gestraft haben. Daraufhin errichteten die Kyotoer einen Schrein, um Michizane zu besänftigen und sprachen ihm postum alle Ehrungen und Hofrangtitel zu, die ihm zu Lebzeiten verwehrt worden waren. Heute befindet sich, neben Kyōto, auch in Kyūshū ein sogenannter Tenjin-Schrein.
In der chinesischen Mythologie sind ebenfalls „rachsüchtige Geister“, Guī shā (chinesisch 鬼煞) genannt, vertreten. Dem chinesischen Volksglauben nach entstehen diese durch das Ausbleiben oder der absichtlichen Unterlassung einer würdevollen Bestattung des Verstorbenen. Sie sollen als Jīangshī (chin. 僵尸 – „Wiedergänger“) erscheinen.

## Moderne
Onryō sind ein häufig thematisiertes und populäres Motiv in japanischen Mangas, Anime und besonders Horrorfilmen. Bekannte Beispiele hierfür sind unter anderem Ju-on, Ringū und Dark Water. In diesen Filmen werden Onryō als Frauen in langen, weißen Kleidern und mit knielangen, pechschwarzen Haaren dargestellt. Nach einem gewaltsamen und ungerechten Tod kehren die Frauen als Rachegeist zurück und verfolgen ihre Opfer, bis diese selbst zu Tode kommen.